# Giovanni Quistini
Giovanni Quistini (Villa Carcina, 1841 – Gardone Val Trompia, 7 maggio 1913) è stato un avvocato e politico italiano, presidente della Deputazione provinciale di Brescia dal 1893 al 1895 e deputato alla Camera per il collegio elettorale di Iseo dal 1904 al 1909.

## Biografia
Nacque nel 1841 da Bernardo Quinzini e da Teresa Cantoni, a Villa Cogozzo.
Da giovane si avvicinò al Circolo Nazionale bresciano che radunava i liberali progressisti bresciani ed era condotto dagli onorevoli Francesco Cuzzetti e Giuseppe Zanardelli. Di quest'ultimo divenne uomo di fiducia e per suo conto coordinò le operazioni elettorali del collegio di Iseo nella Valle Trompia.
L'11 luglio 1886 fu eletto nel consiglio provinciale bresciano in rappresentanza del mandamento di Gardone Val Trompia dove venne riconfermato ininterrottamente fino alla sua morte. Nel 1891 fu eletto alla deputazione provinciale diventandone presidente il 14 agosto 1893. La sua amministrazione portò a compimento la costruzione del manicomio provinciale.
Dopo le elezioni provinciali del 1895, che videro la vittoria dell'alleanza clerico-moderata, Quistini rimase in consiglio tra i banchi di minoranza controllando l'operato della nuova deputazione, condotta da Pietro Frugoni.
A causa della morte di Zanardelli, nel 1904 si tennero le elezioni suppletive nel collegio di Iseo. Quistini fu candidato dai liberali e vinse al primo turno, sopravanzando nettamente i voti ottenuti dagli altri due candidati: il socialista Tullo Bellomi e il repubblicano Ernesto Re. Venne confermato nello stesso collegio in occasione delle elezioni del 1904, dopo aver sconfitto il socialista Ludovico D'Aragona e ancora il repubblicano Ernesto Re.
Alle politiche del 1909 venne invece sconfitto, al primo turno, dal liberal moderato Giuliano Corniani. L'elezione di quest'ultimo fu presto annullata dalla Giunta delle Elezioni, per cui si ripresentò alle suppletive, ma anche in questo caso fu sconfitto al primo turno da Corniani.
Fu presidente dell'Associazione Pro Valle Trompia e consigliere dell'Ordine degli avvocati.
Morì a Gardone Val Trompia la mattina del 7 maggio 1913.